# Nati nel 1985/Settembre
| Questa pagina contiene informazioni ricavate automaticamente dalle voci biografiche con l'ausilio del template Bio e di un bot. L'aggiornamento è periodico e automatico e ricostruisce completamente la pagina. Se manca una persona in questa lista, sei pregato di non aggiungerla, ma accertati piuttosto che la sua voce biografica contenga il template Bio e che i dati anagrafici siano correttamente compilati. Se il template Bio manca, inseriscilo tu stesso o, in alternativa, metti l'avviso {{tmp\|Bio}} che ne segnala la mancanza. Se i dati riportati sono sbagliati, correggi direttamente la voce biografica; le modifiche saranno visibili in questa lista entro pochi giorni. Per chiarimenti vedi il progetto biografie. La lista contiene solo le 463 persone che sono citate nell'enciclopedia e per le quali è stato implementato correttamente il template Bio. Pagina aggiornata al 2 ago 2025. |

- 1º settembre - John Arwuah, ex calciatore ghanese
- 1º settembre - Narek Beglaryan, ex calciatore armeno
- 1º settembre - Louise Bonadio, avvocato e editore svizzera
- 1º settembre - Ricky Hickman, ex cestista statunitense
- 1º settembre - Ashley Holliday, attrice statunitense
- 1º settembre - Larsen Jensen, ex nuotatore statunitense
- 1º settembre - Muayad Khalid, calciatore iracheno
- 1º settembre - Dante Luciani, ex giocatore di football americano canadese
- 1º settembre - Leodis McKelvin, ex giocatore di football americano statunitense
- 1º settembre - Kōsuke Nakamachi, ex calciatore giapponese
- 1º settembre - Qiu Shengjiong, calciatore cinese
- 1º settembre - Marina Rodrigues, modella portoghese
- 1º settembre - Ben Segaiga, calciatore samoano americano
- 1º settembre - Ergün Teber, ex calciatore turco
- 2 settembre - Marissa Callaghan, calciatrice e allenatrice di calcio nordirlandese
- 2 settembre - Bruce Davis, giocatore di football americano statunitense
- 2 settembre - Dario Dell'Oso, giocatore di calcio a 5 italiano
- 2 settembre - Francesco Forciniti, politico italiano
- 2 settembre - Yani Gellman, attore canadese
- 2 settembre - Mizue Hoshi, ex sciatrice alpina giapponese
- 2 settembre - Phil Jones, ex cestista statunitense
- 2 settembre - Marcel Jones, cestista statunitense
- 2 settembre - Allison Miller, attrice statunitense
- 2 settembre - Oleksandr Nad', ex calciatore ucraino
- 2 settembre - Adam Nemec, calciatore slovacco
- 2 settembre - Mark Otten, ex calciatore olandese
- 2 settembre - Alexandra Podkolzina, ex tennista statunitense
- 2 settembre - Kacjaryna Snycina, cestista russa
- 2 settembre - Taishi Takizawa, wrestler giapponese
- 3 settembre - Miloš Borisov, cestista montenegrino
- 3 settembre - Leandro Carrijo, ex calciatore brasiliano
- 3 settembre - Scott Carson, calciatore inglese
- 3 settembre - Shomari Figures, politico statunitense
- 3 settembre - Yūki Kaji, doppiatore giapponese
- 3 settembre - Swen König, ex calciatore svizzero
- 3 settembre - Tat'jana Kotova, modella, cantante e attrice russa
- 3 settembre - Maarty Leunen, ex cestista statunitense
- 3 settembre - Jaime Nielsen, ciclista su strada neozelandese
- 3 settembre - Ivan Novačić, cestista croato
- 3 settembre - Troy Patton, giocatore di baseball statunitense
- 3 settembre - Ricardo Filipe da Silva Braga, giocatore di calcio a 5 portoghese
- 3 settembre - Majdi Siddiq, calciatore saudita
- 3 settembre - Tyrone Spong, kickboxer, artista marziale misto e pugile surinamese
- 3 settembre - Kelvin Wilson, ex calciatore inglese
- 4 settembre - Raúl Albiol, calciatore spagnolo
- 4 settembre - Arnaud Assoumani, atleta paralimpico francese
- 4 settembre - Mike Brown, ex rugbista a 15 inglese
- 4 settembre - Christian Burns, cestista statunitense
- 4 settembre - Jaraun Burrows, cestista bahamense
- 4 settembre - Yūki Hamamoto, pilota motociclistico giapponese
- 4 settembre - Kaillie Humphries, bobbista canadese
- 4 settembre - Nenad Injac, ex calciatore serbo
- 4 settembre - Chris Kavanagh, arbitro di calcio inglese
- 4 settembre - Hiroyuki Kōmoto, ex calciatore giapponese
- 4 settembre - Divaldo Mbunga, ex cestista angolano
- 4 settembre - Riccardo Meggiorini, ex calciatore italiano
- 4 settembre - Leonie Meijer, cantante olandese
- 4 settembre - Walid Mesloub, allenatore di calcio e ex calciatore francese
- 4 settembre - Brandon Myers, giocatore di football americano statunitense
- 4 settembre - Princess Chelsea, cantautrice neozelandese
- 4 settembre - Ri Kwang-chon, ex calciatore nordcoreano
- 5 settembre - Justin Dentmon, cestista statunitense
- 5 settembre - Michael Foster, calciatore papuano
- 5 settembre - Tiziana Grasso, velocista italiana
- 5 settembre - Ryan Guy, ex calciatore statunitense
- 5 settembre - Mehtab Hossain, allenatore di calcio e ex calciatore indiano
- 5 settembre - Dario Jertec, ex calciatore croato
- 5 settembre - Guillem Martí Misut, ex calciatore spagnolo
- 5 settembre - Pak Chol-jin, calciatore nordcoreano
- 5 settembre - Alex Salvini, pilota motociclistico italiano
- 5 settembre - Kristi Vangjeli, ex calciatore albanese
- 5 settembre - Spencer Weir-Daley, calciatore montserratiano
- 6 settembre - Nabiha Akkari, cantante e attrice francese
- 6 settembre - Ali Ashfaq, calciatore maldiviano
- 6 settembre - Robert Ayers, giocatore di football americano statunitense
- 6 settembre - Małgorzata Babicka, ex cestista polacca
- 6 settembre - Anri Ban, attrice giapponese
- 6 settembre - Óscar Briceño, ex calciatore colombiano
- 6 settembre - Luz Cipriota, attrice e modella argentina
- 6 settembre - Jordi Coll, attore, cantante e ballerino spagnolo
- 6 settembre - Marni Djurhuus, ex calciatore faroese
- 6 settembre - James Ellington, velocista britannico
- 6 settembre - Tadas Kijanskas, ex calciatore lituano
- 6 settembre - Lauren Lapkus, attrice e comica statunitense
- 6 settembre - Irene Maiorino, attrice italiana
- 6 settembre - Kōki Mizuno, ex calciatore giapponese
- 6 settembre - Mitch Moreland, ex giocatore di baseball statunitense
- 6 settembre - Olivier Pardini, ex ciclista su strada belga
- 6 settembre - Tom Ransley, canottiere britannico
- 6 settembre - Giuseppe Rapisarda, ex calciatore svizzero
- 6 settembre - Sean Singletary, ex cestista statunitense
- 6 settembre - Anastasija Taranova-Potapova, triplista russa
- 6 settembre - Imre Tóth, pilota motociclistico ungherese
- 6 settembre - Julia Viellehner, triatleta, maratoneta e mezzofondista tedesca († 2017)
- 6 settembre - Webbie, rapper statunitense
- 7 settembre - Eugenio Bianchi, ex fondista italiano
- 7 settembre - Adam Bodzek, ex calciatore polacco
- 7 settembre - Jean Carlos Cedeño, calciatore panamense
- 7 settembre - Wade Davis, ex giocatore di baseball statunitense
- 7 settembre - Michele Dell'Orco, politico italiano
- 7 settembre - Alyssa Diaz, attrice statunitense
- 7 settembre - Adam Eckersley, ex calciatore inglese
- 7 settembre - Bajram Fetai, ex calciatore macedone
- 7 settembre - Matthias Kagerhuber, bobbista tedesco
- 7 settembre - Sangay Khandu, calciatore bhutanese
- 7 settembre - Aurimas Lankas, canoista lituano
- 7 settembre - Alena Lanskaja, cantante bielorussa
- 7 settembre - Márcio Rafael Ferreira de Souza, ex calciatore brasiliano
- 7 settembre - Georgi Sărmov, ex calciatore bulgaro
- 7 settembre - Jeff Xavier, ex cestista statunitense
- 8 settembre - Justin Bradley, attore canadese
- 8 settembre - Philip Ettinger, attore statunitense
- 8 settembre - Lee Frecklington, ex calciatore irlandese
- 8 settembre - Tomasz Jodłowiec, calciatore polacco
- 8 settembre - Allegra Lapi, pallanuotista italiana
- 8 settembre - Alvise Maniero, politico italiano
- 8 settembre - Denny Morrison, pattinatore di velocità su ghiaccio canadese
- 8 settembre - Ljuben Nikolov, allenatore di calcio e ex calciatore bulgaro
- 8 settembre - Anar Nəzirov, calciatore azero
- 8 settembre - Shōhei Ogura, ex calciatore giapponese
- 8 settembre - Alessio Palumbo, pilota motociclistico italiano
- 8 settembre - Yendi Phillipps, modella giamaicana
- 8 settembre - Teddy Purcell, hockeista su ghiaccio canadese
- 8 settembre - Carlos Henrique Ribeiro, giocatore di calcio a 5 brasiliano
- 8 settembre - Marco Rossetti, attore italiano
- 8 settembre - Dzmitryj Turlin, allenatore di calcio e ex calciatore bielorusso
- 8 settembre - Ingolf Wunder, pianista austriaco
- 9 settembre - Emanuele Aldrovandi, drammaturgo, sceneggiatore e regista italiano
- 9 settembre - Andrea Caso, politico italiano
- 9 settembre - Valerij Dymo, ex nuotatore ucraino
- 9 settembre - Lior Eliyahu, ex cestista israeliano
- 9 settembre - Julija Ivanova, ex fondista russa
- 9 settembre - Martin Johnson, cantautore e produttore discografico statunitense
- 9 settembre - Sacha Kljestan, ex calciatore statunitense
- 9 settembre - Nassir Maachi, calciatore olandese
- 9 settembre - Amy Manson, attrice scozzese
- 9 settembre - Luka Modrić, calciatore croato
- 9 settembre - Lilyana Natsir, giocatrice di badminton indonesiana
- 9 settembre - William Paredes, ex calciatore messicano
- 9 settembre - Daniela Schwarz, calciatrice svizzera
- 9 settembre - Sinoti Sinoti, rugbista a 15 neozelandese
- 9 settembre - Matthew Slater, ex giocatore di football americano statunitense
- 9 settembre - J.R. Smith, golfista e ex cestista statunitense
- 9 settembre - João Vilela, ex calciatore portoghese
- 10 settembre - Roberto Bertolini, giavellottista italiano
- 10 settembre - Filippo Busa, ex hockeista su ghiaccio italiano
- 10 settembre - Aleksandrs Čekulajevs, ex calciatore lettone
- 10 settembre - David Clarkson, calciatore e dirigente sportivo scozzese
- 10 settembre - Alesha Deesing, ex pallavolista statunitense
- 10 settembre - Benjamin Delacourt, calciatore francese
- 10 settembre - Jippu, cantante finlandese
- 10 settembre - Alberto Fontanive, ex hockeista su ghiaccio italiano
- 10 settembre - Laurent Koscielny, dirigente sportivo e ex calciatore francese
- 10 settembre - Johanna Lasic, modella argentina
- 10 settembre - Elyse Levesque, attrice e modella canadese
- 10 settembre - Porfirio López, calciatore costaricano
- 10 settembre - Shōta Matsuda, attore giapponese
- 10 settembre - Ken'ya Matsui, calciatore giapponese
- 10 settembre - Jukka Santala, ex calciatore finlandese
- 10 settembre - Daryl Smylie, calciatore nordirlandese
- 10 settembre - Wilfred Velásquez, calciatore guatemalteco
- 10 settembre - Neil Walker, ex giocatore di baseball statunitense
- 11 settembre - Caleb Hanie, giocatore di football americano statunitense
- 11 settembre - Pedro Ibarra, hockeista su prato argentino
- 11 settembre - Nina Ivanišin, attrice slovena
- 11 settembre - Shaun Livingston, ex cestista statunitense
- 11 settembre - Nela Riehl, politica tedesca
- 11 settembre - Rodnei, ex calciatore brasiliano
- 11 settembre - Daniel da Mota, calciatore lussemburghese
- 12 settembre - Jonatan Cerrada, cantante belga
- 12 settembre - Balla Gabir Kortokaila, calciatore sudanese
- 12 settembre - Headhunterz, disc jockey, doppiatore e produttore discografico olandese
- 12 settembre - Javier Illana, tuffatore spagnolo
- 12 settembre - Kim Chang-soo, ex calciatore sudcoreano
- 12 settembre - Sascha Klein, ex tuffatore tedesco
- 12 settembre - Ludovic Lacay, giocatore di poker francese
- 12 settembre - Hiroki Mizumoto, ex calciatore giapponese
- 12 settembre - Giuseppe Poeta, allenatore di pallacanestro e ex cestista italiano
- 12 settembre - Paulina Przybysz, cantante polacca
- 12 settembre - Aleksandr Rjazancev, scacchista russo
- 12 settembre - Tiziano Russo, regista e sceneggiatore italiano
- 12 settembre - Domenico Tedesco, allenatore di calcio italiano
- 12 settembre - Phillip Tisson, calciatore santaluciano († 2010)
- 12 settembre - Laura Vernizzi, ex ginnasta italiana
- 12 settembre - Davor Štefanek, lottatore serbo
- 13 settembre - Juan Aguilera Núñez, ex calciatore spagnolo
- 13 settembre - Elena Bruno, calciatrice e allenatrice di calcio italiana
- 13 settembre - Naoki Ishikawa, ex calciatore giapponese
- 13 settembre - Bryan Jordan, ex calciatore statunitense
- 13 settembre - Christian Kum, ex calciatore olandese
- 13 settembre - Vella Lovell, attrice statunitense
- 13 settembre - Nikola Mikić, allenatore di calcio e ex calciatore serbo
- 13 settembre - Fredrik Nordkvelle, calciatore norvegese
- 13 settembre - Jeroen Rauwerdink, pallavolista olandese
- 13 settembre - Olivier Rousteing, stilista francese
- 13 settembre - Olrish Saurel, calciatore haitiano
- 13 settembre - Freddie Wong, regista e youtuber statunitense
- 14 settembre - Andrea Barabotti, politico italiano
- 14 settembre - Alex Clare, cantautore britannico
- 14 settembre - King Dunlap, giocatore di football americano statunitense
- 14 settembre - Mouhammad Faye, cestista senegalese
- 14 settembre - Vanessa Fernandes, triatleta portoghese
- 14 settembre - Emiliano Giglioli, pallavolista italiano
- 14 settembre - Brandon Hicks, ex giocatore di baseball statunitense
- 14 settembre - Shannon Kane, attrice statunitense
- 14 settembre - Marc Minguell, ex pallanuotista spagnolo
- 14 settembre - Maicon Thiago Pereira de Souza, ex calciatore brasiliano
- 14 settembre - Riccardo Ros, ex arbitro di calcio italiano
- 14 settembre - Anđelo Šetka, ex pallanuotista croato
- 14 settembre - Martin Tůma, ex hockeista su ghiaccio ceco
- 14 settembre - Aya Ueto, attrice e cantante giapponese
- 14 settembre - Dilshad Vadsaria, attrice pakistana
- 14 settembre - Ismael Valadéz, ex calciatore messicano
- 15 settembre - Majed Al-Amri, calciatore saudita
- 15 settembre - Mirko Alilović, pallamanista croato
- 15 settembre - Denis Calincov, allenatore di calcio e ex calciatore moldavo
- 15 settembre - Obed Enamorado, calciatore honduregno
- 15 settembre - Johan Remen Evensen, ex saltatore con gli sci norvegese
- 15 settembre - Chris Foggin, regista e sceneggiatore inglese
- 15 settembre - Sónia Guadalupe, ex cestista angolana
- 15 settembre - Michael Helegbe, ex calciatore ghanese
- 15 settembre - Masaki Iida, ex calciatore giapponese
- 15 settembre - Kayden Kross, attrice pornografica statunitense
- 15 settembre - Ahmed Nagi, scrittore, giornalista e blogger egiziano
- 15 settembre - Iselin Steiro, modella norvegese
- 15 settembre - Pavel Šultes, calciatore ceco
- 15 settembre - Ashley Torres, calciatore beliziano
- 16 settembre - Johan Absalonsen, ex calciatore danese
- 16 settembre - Ernest Akouassaga, ex calciatore gabonese
- 16 settembre - Sandro Burki, dirigente sportivo, allenatore di calcio e ex calciatore svizzero
- 16 settembre - Carlo Cantone, cestista italiano
- 16 settembre - Algı Eke, attrice turca
- 16 settembre - Javier Forés, pilota motociclistico spagnolo
- 16 settembre - Petter Gustafsson, ex calciatore svedese
- 16 settembre - Warren Hoburg, astronauta statunitense
- 16 settembre - Jarrod Kenny, cestista neozelandese
- 16 settembre - Max Minghella, attore, sceneggiatore e produttore cinematografico britannico
- 16 settembre - Dayro Moreno, calciatore colombiano
- 16 settembre - Fábio Santos Romeu, ex calciatore brasiliano
- 16 settembre - Stefano Travisani, arciere italiano
- 16 settembre - Tom Varndell, rugbista a 15 e allenatore di rugby a 15 inglese
- 16 settembre - Madeline Zima, attrice statunitense
- 16 settembre - Badr bin Abd Allah bin Mohammed bin Farhan Al Saud, principe, dirigente d'azienda e politico saudita
- 17 settembre - Tomáš Berdych, ex tennista ceco
- 17 settembre - Hailey Duke, ex sciatrice alpina statunitense
- 17 settembre - Jack Fox, attore britannico
- 17 settembre - Bayasgalan Garidmagnai, calciatore mongolo
- 17 settembre - José Gonçalves, ex calciatore portoghese
- 17 settembre - Tomáš Hubočan, calciatore slovacco
- 17 settembre - Kim Byung-suk, ex calciatore sudcoreano
- 17 settembre - Ümit Korkmaz, calciatore austriaco
- 17 settembre - Pavel Kruglov, pallavolista russo
- 17 settembre - Janina Kuzma, sciatrice freestyle neozelandese
- 17 settembre - Bianka, cantante bielorussa
- 17 settembre - Jacob Ngwira, calciatore malawiano
- 17 settembre - Aleksandr Ovečkin, hockeista su ghiaccio russo
- 17 settembre - Silvia Salis, dirigente sportiva, ex martellista e politica italiana
- 17 settembre - Antone Smith, giocatore di football americano statunitense
- 17 settembre - Mirza Teletović, cestista e dirigente sportivo bosniaco
- 17 settembre - Tupoutoʻa ʻUlukalala, principe e politico tongano
- 17 settembre - Jon Walker, bassista statunitense
- 17 settembre - Shericka Williams, velocista giamaicana
- 18 settembre - Carlos Calvo, ex calciatore spagnolo
- 18 settembre - Fabio Massimo Castaldo, politico italiano
- 18 settembre - Angelo D'Angelo, ex calciatore italiano
- 18 settembre - Vicky Jewson, regista cinematografica e sceneggiatrice britannica
- 18 settembre - Hitomi Nakamichi, ex pallavolista giapponese
- 18 settembre - Braulio Nóbrega, ex calciatore spagnolo
- 18 settembre - Stojka Petrova, pugile bulgara
- 18 settembre - Nick Pugliese, giocatore di baseball statunitense
- 18 settembre - Chris Riggi, attore statunitense
- 18 settembre - Aleksej Vzdychalkin, cestista russo
- 19 settembre - Zoë Chao, attrice e sceneggiatrice statunitense
- 19 settembre - Stefano Dicuonzo, allenatore di calcio e ex calciatore italiano
- 19 settembre - Ryōta Hayasaka, ex calciatore giapponese
- 19 settembre - Sarah Hunter, rugbista a 15 e allenatrice di rugby a 15 britannica
- 19 settembre - Alun Wyn Jones, ex rugbista a 15 britannico
- 19 settembre - Joseph Joyce, pugile britannico
- 19 settembre - Niels Klapwijk, pallavolista olandese
- 19 settembre - Mekeme Tamla Ladji, ex calciatore ivoriano
- 19 settembre - Maartje Paumen, hockeista su prato olandese
- 19 settembre - Daniel Pineda, lunghista cileno
- 19 settembre - Orlando Rincón, ex calciatore messicano
- 19 settembre - Arvin Slagter, ex cestista olandese
- 19 settembre - Nate Smith, cantante statunitense
- 19 settembre - Salomón Solano, ex giocatore di football americano e allenatore di football americano messicano
- 19 settembre - Song Joong-ki, attore sudcoreano
- 19 settembre - Gennaro Sorrentino, cestista italiano
- 19 settembre - Woodrow West, calciatore beliziano
- 19 settembre - Renee Young, commentatore televisivo e personaggio televisivo canadese
- 20 settembre - Loubna Abidar, attrice marocchina
- 20 settembre - Ademir, ex calciatore brasiliano
- 20 settembre - Jairo Arreola, ex calciatore guatemalteco
- 20 settembre - Matteo Bonini, pilota motociclistico italiano
- 20 settembre - Marco Casadei, calciatore sammarinese
- 20 settembre - Tessanne Chin, cantautrice giamaicana
- 20 settembre - Ian Desmond, giocatore di baseball statunitense
- 20 settembre - Vadzim Dzemidovič, ex calciatore bielorusso
- 20 settembre - Óscar Hinks, giocatore di calcio a 5 panamense
- 20 settembre - Sarah Kaufman, artista marziale misto canadese
- 20 settembre - Sven Knipphals, velocista tedesco
- 20 settembre - Silvia Marangoni, ex pattinatrice di figura in-line italiana
- 20 settembre - Abou Maïga, calciatore beninese
- 20 settembre - Nicolai Pfeffer, clarinettista, editore musicale e insegnante tedesco
- 20 settembre - Anastasija Samusevič, pentatleta bielorussa
- 20 settembre - David Stockdale, ex calciatore inglese
- 20 settembre - Ronald Zubar, ex calciatore francese
- 21 settembre - Carolina Bang, attrice spagnola
- 21 settembre - Jérémy Basquaise, giocatore di beach soccer francese
- 21 settembre - Magno Batista da Silva, ex calciatore brasiliano
- 21 settembre - Anita Carrozzi, calciatrice italiana
- 21 settembre - Justin Chapman, attore e giornalista statunitense
- 21 settembre - Ivan Čvorović, ex calciatore serbo
- 21 settembre - Nunzio Di Roberto, ex calciatore italiano
- 21 settembre - Pedro Geromel, ex calciatore brasiliano
- 21 settembre - Robert Hoffman, attore, ballerino e coreografo statunitense
- 21 settembre - Branislav Jovanović, ex calciatore serbo
- 21 settembre - Jean-Louis Leca, ex calciatore francese
- 21 settembre - Jamal Mirzaei, lottatore iraniano
- 21 settembre - Łukasz Piątek, ex calciatore polacco
- 21 settembre - Jason St Juste, calciatore nevisiano
- 21 settembre - Quintino, disc jockey e produttore discografico olandese
- 21 settembre - Caroline Wennergren, cantante svedese
- 21 settembre - Pāvels Šteinbors, calciatore lettone
- 22 settembre - Marco Aorelio Appi, giocatore di calcio a 5 brasiliano
- 22 settembre - Gary Barnidge, giocatore di football americano statunitense
- 22 settembre - Vladimir Branković, ex calciatore serbo
- 22 settembre - Damiano Carrara, pasticciere e conduttore televisivo italiano
- 22 settembre - Choe Chol-man, ex calciatore nordcoreano
- 22 settembre - Rima Fakih, modella libanese
- 22 settembre - Faris Haroun, ex calciatore belga
- 22 settembre - Márcio Diogo, calciatore brasiliano
- 22 settembre - Jamie Mackie, ex calciatore inglese
- 22 settembre - Tatiana Maslany, attrice canadese
- 22 settembre - João Manuel Raposo Botelho, ex calciatore portoghese
- 22 settembre - Ukweli Roach, attore britannico
- 22 settembre - Fursy Teyssier, musicista, regista e disegnatore francese
- 22 settembre - James Williams, schermidore statunitense
- 22 settembre - Kelly Youga, ex calciatore centrafricano
- 22 settembre - Thomas Zajac, velista austriaco
- 23 settembre - Cristian Agnelli, allenatore di calcio e ex calciatore italiano
- 23 settembre - Antonio Cairoli, pilota motociclistico italiano
- 23 settembre - Valentina Fabbri, ex cestista italiana
- 23 settembre - Maki Gotō, cantante, attrice e modella giapponese
- 23 settembre - Boris Hüttenbrenner, ex calciatore austriaco
- 23 settembre - Chris Johnson, ex giocatore di football americano statunitense
- 23 settembre - Cush Jumbo, attrice britannica
- 23 settembre - Hossein Kaebi, ex calciatore iraniano
- 23 settembre - Fabian Kauter, schermidore svizzero
- 23 settembre - Nahomi Kawasumi, calciatrice giapponese
- 23 settembre - Lukáš Kašpar, hockeista su ghiaccio ceco
- 23 settembre - Lisa Koop, cestista tedesca
- 23 settembre - Toni Lindberg, ex calciatore finlandese
- 23 settembre - Germaine Lindsay, terrorista giamaicano († 2005)
- 23 settembre - Hasan Minhaj, comico e conduttore televisivo statunitense
- 23 settembre - Sarah Nambawa, ex triplista ugandese
- 23 settembre - Oyin Oladejo, attrice nigeriana
- 23 settembre - Anna Unterberger, attrice italiana
- 23 settembre - Kraig Urbik, giocatore di football americano statunitense
- 23 settembre - Nduka Usim, ex calciatore nigeriano
- 23 settembre - Evi Van Acker, velista belga
- 23 settembre - Monique Williams, ex velocista neozelandese
- 24 settembre - Saidat Adegoke, calciatrice nigeriana
- 24 settembre - Eric Adjetey Anang, scultore ghanese
- 24 settembre - Élise Bussaglia, ex calciatrice francese
- 24 settembre - Eleanor Catton, scrittrice e sceneggiatrice neozelandese
- 24 settembre - Guilherme Finkler, ex calciatore brasiliano
- 24 settembre - Ella Gai, scrittrice italiana
- 24 settembre - Mikel González, ex calciatore spagnolo
- 24 settembre - Andrew Jacobson, ex calciatore e ex giocatore di calcio a 5 statunitense
- 24 settembre - Yōhei Kajiyama, ex calciatore giapponese
- 24 settembre - Jessica Lucas, attrice canadese
- 24 settembre - Kimberley Nixon, attrice britannica
- 24 settembre - Keith Null, giocatore di football americano statunitense
- 24 settembre - Nadežda Paleeva, bobbista russa
- 24 settembre - Mor Seck, mezzofondista senegalese
- 24 settembre - Jonathan Soriano, ex calciatore spagnolo
- 24 settembre - Jessica Sweet, ex attrice pornografica statunitense
- 24 settembre - Maria Leonor Tavares, astista portoghese
- 24 settembre - Shane Thorne, wrestler australiano
- 25 settembre - Nery Brenes, velocista costaricano
- 25 settembre - Lucky Daye, cantautore statunitense
- 25 settembre - Cha Jong-hyok, ex calciatore nordcoreano
- 25 settembre - C.J. Giles, cestista statunitense
- 25 settembre - Gökhan Güleç, ex calciatore turco
- 25 settembre - Eréndira Ibarra, attrice e sceneggiatrice messicana
- 25 settembre - Marvin Matip, calciatore tedesco
- 25 settembre - Strahinja Milošević, ex cestista serbo
- 25 settembre - Álex Ortiz, ex calciatore spagnolo
- 25 settembre - Jure Travner, calciatore sloveno
- 26 settembre - Valérie Bègue, modella francese
- 26 settembre - Misdongarde Betolngar, ex calciatore ciadiano
- 26 settembre - Fabio Cerutti, velocista italiano
- 26 settembre - Jack Culcay-Keth, pugile tedesco
- 26 settembre - Ibrahima Diallo, ex calciatore guineano
- 26 settembre - Cindy Fabre, modella francese
- 26 settembre - Gloria Frizza, calciatrice italiana
- 26 settembre - Senijad Ibričić, dirigente sportivo e ex calciatore bosniaco
- 26 settembre - Lenna Kuurmaa, cantautrice, chitarrista e attrice estone
- 26 settembre - Trent Meacham, ex cestista statunitense
- 26 settembre - Milan Milošević, cestista bosniaco
- 26 settembre - Joanna Moskwa, attrice polacca
- 26 settembre - Marcin Mroziński, cantante, attore e conduttore televisivo polacco
- 26 settembre - Pedro Oldoni, ex calciatore brasiliano
- 26 settembre - Rok Pajič, allenatore di hockey su ghiaccio e ex hockeista su ghiaccio sloveno
- 26 settembre - Talulah Riley, attrice britannica
- 26 settembre - Greg Stiemsma, ex cestista statunitense
- 26 settembre - M. Pokora, cantante francese
- 26 settembre - Alexandra Tsiavou, canottiera greca
- 26 settembre - Jussi Viita, ex altista finlandese
- 26 settembre - Abderrahim Zhiou, atleta paralimpico tunisino
- 26 settembre - Krzysztof Żukowski, ex calciatore polacco
- 27 settembre - Jamar Butler, ex cestista statunitense
- 27 settembre - Anne Cibis, velocista tedesca
- 27 settembre - Carlos Cisternas, ex calciatore cileno
- 27 settembre - Michele Cortese, cantautore italiano
- 27 settembre - Marcella Filippi, ex cestista italiana
- 27 settembre - Breno Giacomini, giocatore di football americano statunitense
- 27 settembre - Martino Goretti, canottiere italiano
- 27 settembre - Omar Hawsawi, ex calciatore saudita
- 27 settembre - Stephen McGee, giocatore di football americano statunitense
- 27 settembre - Fernando Meneses, calciatore cileno
- 27 settembre - Anthony Morrow, ex cestista statunitense
- 27 settembre - Phùng Công Minh, ex calciatore vietnamita
- 27 settembre - Daniel Pudil, calciatore ceco
- 27 settembre - Wang Xu, lottatrice cinese
- 28 settembre - Luke Chambers, ex calciatore inglese
- 28 settembre - Cara Ellison, autrice di videogiochi britannica
- 28 settembre - Frankie Gavin, pugile britannico
- 28 settembre - Alina Ibragimova, violinista russa
- 28 settembre - Stefano La Rosa, mezzofondista e maratoneta italiano
- 28 settembre - Jean-Michel Mipoka, cestista francese
- 28 settembre - James Perch, calciatore inglese
- 28 settembre - Gonzalo Prósperi, ex calciatore argentino
- 28 settembre - Richard Roby, ex cestista statunitense
- 28 settembre - Shindong, cantante, attore e conduttore televisivo sudcoreano
- 28 settembre - Márton Tóth, pallanuotista ungherese
- 28 settembre - Jana Uskova, ex pallamanista russa
- 29 settembre - Marcelo Mariano Dias, calciatore brasiliano
- 29 settembre - Lesly Fellinga, ex calciatore haitiano
- 29 settembre - A'Quonesia Franklin, ex cestista e allenatrice di pallacanestro statunitense
- 29 settembre - Bogdan Hauși, ex calciatore rumeno
- 29 settembre - Calvin Johnson, ex giocatore di football americano statunitense
- 29 settembre - Candice LeRae, wrestler statunitense
- 29 settembre - Isaac Makwala, velocista botswano
- 29 settembre - Henrik Moisander, ex calciatore finlandese
- 29 settembre - Niklas Moisander, ex calciatore finlandese
- 29 settembre - Rocío Márquez, cantante spagnola
- 29 settembre - Daniel Pedrosa, pilota motociclistico spagnolo
- 29 settembre - Federico Pugi, ex cestista italiano
- 29 settembre - Marisha Wallace, attrice teatrale e cantante statunitense
- 29 settembre - DaShaun Wood, ex cestista statunitense
- 30 settembre - Olcan Adın, allenatore di calcio e ex calciatore turco
- 30 settembre - Martin Bača, ex calciatore ceco
- 30 settembre - Dennis Higler, arbitro di calcio olandese
- 30 settembre - Greyston Holt, attore canadese
- 30 settembre - Dmytro Hrabovs'kyj, ciclista su strada e pistard ucraino († 2017)
- 30 settembre - Katrina Law, attrice statunitense
- 30 settembre - Noko Matlou, calciatrice sudafricana
- 30 settembre - Téa Obreht, scrittrice statunitense
- 30 settembre - Igor Pajač, arbitro di calcio croato
- 30 settembre - Cristian Rodríguez, ex calciatore uruguaiano
- 30 settembre - Gladys Tejeda, maratoneta peruviana